# Transcendență
Termenul transcendență se referă la ceea ce se află dincolo de orice domeniu dat, de lumea materială. În filosofie, transcendența transmite conceptul de bază de la semnificația literală a cuvântului (din latină), de a călători sau de a merge dincolo, deși cu diferite conotații în diferitele etape istorice și culturale. Aceasta include filosofii, sisteme și abordări care descriu structurile fundamentale ale ființei, nu ca o ontologie (teoria ființei), ci ca cadru de apariție și validare a cunoașterii ființei. "Transcendental" este un cuvânt derivat din învățământul scolastic, care desemnează atributele extra-categorice ale ființelor.

## Filosofie
În filosofia lui Immanuel Kant, termenul desemnează ceea ce se află dincolo de limitele cunoașterii experimentale, inaccesibil cunoașterii bazate pe experiență, care întrece limitele realității.
În existențialism, termenul se referă la situația omului care își depășește condiția inițială obișnuită.
În fenomenologie, transcendența este rezultatul datului obiectiv prin actul intențional de conștiință sau prin intuiție.

## Religie
În religie, termenul se referă la o ipostază a Divinității, care se află deasupra creațiilor sale.

## Matematică
În matematică - despre numere: care nu poate fi rădăcina unui polinom cu coeficienți raționali; despre ecuații: care nu se poate scrie sub forma unui polinom egalat cu zero.